# Ahmed Amin Benjelloun Touimi
Pour les articles homonymes, voir Benjelloun et Touimi.
Ahmed Amin Benjelloun Touimi, né en 1957, est un banquier marocain. Il a été nommé le 6 octobre 2009 par Mohammed VI à la tête de Poste Maroc, opérateur postal national et fournisseur de services financiers marocain.

## Parcours universitaire
Il est titulaire d’un doctorat en statistiques de l’université Pierre-et-Marie-Curie. Au début de sa carrière, il a enseigné dans plusieurs universités parisiennes, dont l'université Paris-Dauphine (en 1987). 

## Parcours professionnel
Il exerçait ses fonctions au sein d’Attijariwafa bank en tant que directeur général adjoint, responsable du pôle Services financiers spécialisés (SFS) qui est une Business Unit regroupant 6 filiales parabancaires, dont Wafasalaf, Wafacash, Wafa Immobilier et Wafabail. Il aura passé 19 ans au sein de ce groupe bancaire.
Au moment de la fusion BCM-Wafabank courant 2004, il avait été nommé Responsable des Ressources Humaines du Groupe d’Attijariwafa bank.
De retour au Maroc en 1990, il rejoint le groupe Wafabank en exerçant plusieurs fonctions au sein des filiales Wafabail puis Wafasalaf. En 1996, il intègre la Banque en tant que directeur de la division Planification & Contrôle de Gestion.
En 1999, il est promu Secrétaire général, membre du Comité de Direction de la Banque. Un an plus tard, il retourne à Wafasalaf, d’abord en tant que Directeur général, puis en qualité de président du Directoire, jusqu’à sa nomination en 2004 au Comité exécutif d’Attijariwafa bank.
Le 6 octobre 2009, il a été nommé directeur général de Poste Maroc par Mohammed VI au palais royal à Agadir.